# Azerbaïdjan au Concours Eurovision de la chanson 2015
L'Azerbaïdjan a annoncé en 2014 sa participation au Concours Eurovision de la chanson 2015 à Vienne, en Autriche. 
Elnur Hüseynov, représentant l'Azerbaïdjan au Concours Eurovision de la chanson, est annoncé le 15 mars 2015, à la suite d'une sélection interne. Il avait déjà représenté le pays lors du Concours Eurovision de la chanson 2008 avec Samir Javadzadeh.
Sa chanson Hour of the Wolf est présentée le 15 mars 2015 également.

## À l'Eurovision
L'Azerbaïdjan participa à la seconde demi-finale, le 21 mai 2015. Le pays y termine 10e avec 53 points, ce qui lui permet de se qualifier pour la finale du 23 mai. Lors de celle-ci, l'Azerbaïdjan se classe 12e avec 49 points.